# Shogo Suzuki
Shogo Suzuki' (铃木胜 Suzuki Shogo, 4 de fevereiro de 1989) é um ator japonês. É conhecido por atuar em 2009 como Chiaki Tani Shinken Green de Samurai Sentai Shinkenger. Também e guitarrista de um grupo Japonês.

## Atuações

### Televisão
- Samurai Sentai Shinkenger como Tani Chiaki / Shinken Verde (2009-2010)
- Kamen Rider Decade como Chiaki Tani / Green Shinken (2009, EP-24-25)
- Dosokai como Kota (2010)
- Rocha do Céu como Ryuichi (2010)
- Kodai Shōjotai Dogoon V como Shota Tsukimiya (2010)
- Cristal como Katsumi Oshima (2011)

### Filmes
- Samurai Sentai Shinkenger O Filme: A Guerra Fateful - Chiaki Tani / Shinken Verde (2009)
- Samurai Sentai Shinkenger vs Go-Onger:! GinmakuBang - Chiaki Tani / Shinken Verde (2010)
- Come Back! Samurai Sentai Shinkenger - Chiaki Tani / Shinken Verde (2010)
- Tensou Sentai Goseiger vs Shinkenger: Epic em Ginmaku - Chikai Tani / Shinken Verde (2011)
- Badboys - Tsukasa Kiriki (2011)
- Gokaiger Goseiger Super Sentai Batalha Herói Grande 199 - Chiaki Tani (2011)
- Gal Basara: Sengoku Jidai wa Kengai Desu - (2011)